# 502 егерский батальон СС
502-й егерский батальон СС — специальное подразделение войск СС.

## История
Подразделение было создано в июне 1943 года , под командованием Отто Скорцени . Базировалось в замке Фриденталь , севернее Берлина. По началу состояло из 300 добровольцев , набранных: 150 из Сухопутных войск нацистской Германии, 100 из СС, 50 из Люфтваффе (вермахт).
Участвовало в Операции «Дуб», боях на Восточном фронте , одна рота обеспечивала безопасность Гитлера после неудавшегося покушения(См.Операция "Валькирия", Заговор 20 июля), одна рота подрывала мосты и железные дороги в Румынии, дабы замедлить наступление советских войск в 1943-1944 годах.(См. Днепровско-Карпатская операция , Уманско-Ботошанская операция , Ясско-Кишинёвская операция , Одесская наступательная операция).
Батальон был расформирован и  переобразован в специальное подразделение «Jagdverband Mitte » 10 ноября 1944 года.

## Структура
Штабная рота
1-я рота-специализировалась на диверсиях.
2-я рота использовалась как обычное пехотное соединение.
3-я рота охраняла расположение батальона и штаб. Комплектовалась из фольксдойче
4-я рота состояла из агентов Абвера , и использовалась для агентурной разведки.
Также имелись различные диверсионные группы по 12-18 человек в каждой.